# Bathyraja murrayi
Bathyraja murrayi is een vissoort uit de familie van de Arhynchobatidae. De wetenschappelijke naam van de soort is voor het eerst geldig gepubliceerd in 1880 door Günther.